# Siedem Źródeł

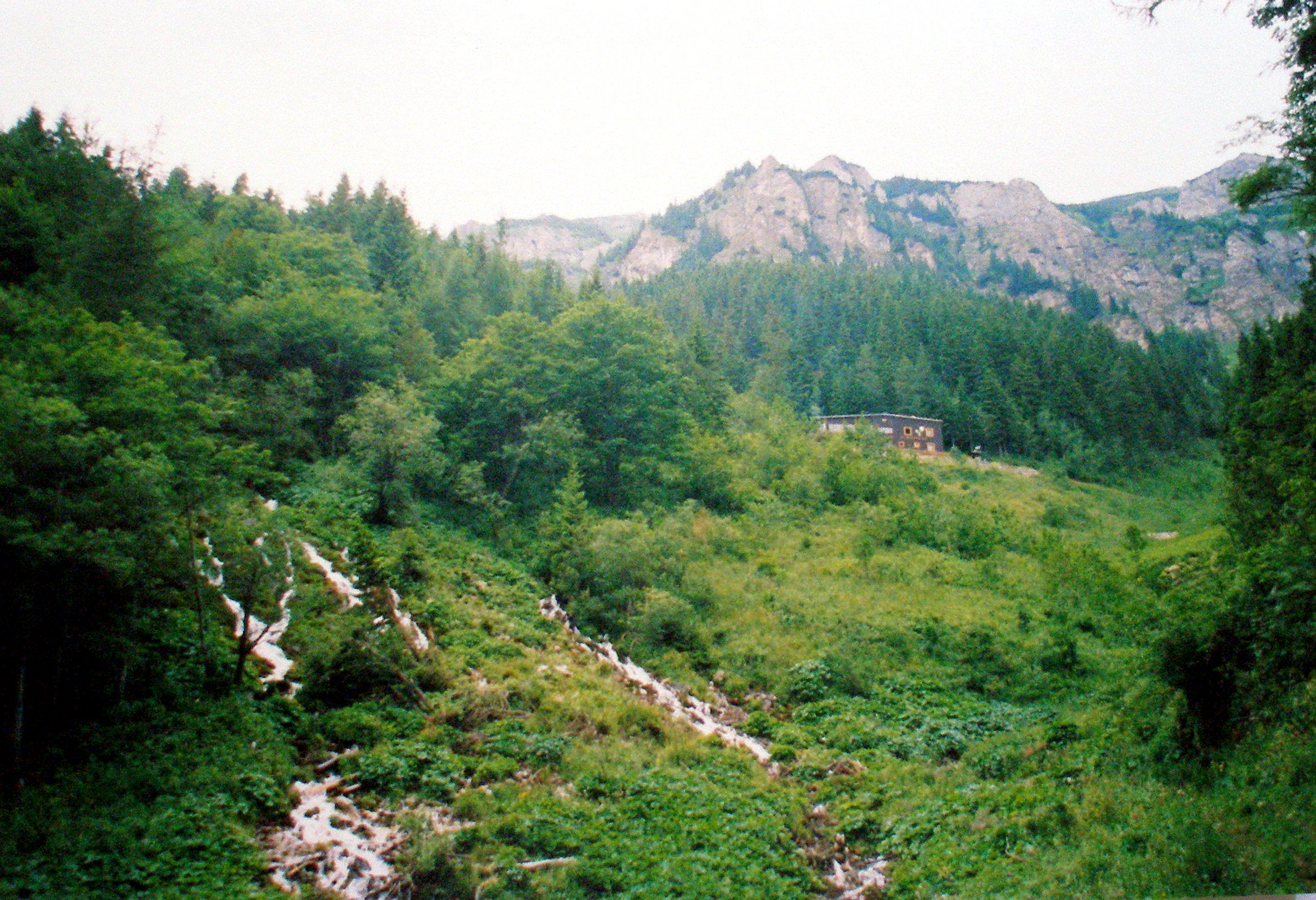

Siedem Źródeł (niem. Sieben Quellen, słow. Sedem prameňov, węg. Hét-forrás), dawniej także Pięć Źródeł i Zimne Źródła lub po prostu Źródła – wywierzysko w Dolinie Czarnej Rakuskiej w słowackich Tatrach Bielskich. Znajduje się w jej górnej części zwanej Doliną do Siedmiu Źródeł. Od nazwy źródeł pochodzi nazwa doliny. Witold Henryk Paryski podaje, że wywierzysko znajduje się na wysokości 1252 m, Władysław Cywiński podaje wysokość około 1200 m. W istocie jest to od 3–7 źródeł – ich liczba zależy od stanu wód. Wytryskują na stromym, orograficznie prawym zboczu doliny. Wypływająca z nich woda zasila potok Huczawę – główny potok Doliny Czarnej Rakuskiej.